# أبريل جاكسون
أبريل جاكسون (بالإنجليزية: April Jackson)‏ هي عارضة بريطانية، ولدت في 1990 في المملكة المتحدة.